# Ophiomyia ivinskisi
Ophiomyia ivinskisi är en tvåvingeart som beskrevs av Pakalniskis 1996. Ophiomyia ivinskisi ingår i släktet Ophiomyia och familjen minerarflugor. Inga underarter finns listade i Catalogue of Life.